# 1%ui eotteon geot (serial telewizyjny 2016)
1%ui eotteon geot (hangul: 1%의 어떤 것) – południowokoreański serial telewizyjny emitowany w 2016 roku na antenie Dramax. Serial był emitowany od 5 października do 24 listopada 2016 roku, w środy i czwartki o 21:00, liczy 16 odcinków. Główne role odgrywają w nim Ha Seok-jin i Jeon So-min.
Powstał na podstawie powieści o tym samym tytule autorstwa Hyun Go-woon, na podstawie której także wcześniej, w 2003 roku, stworzono serial telewizyjny.

## Opis fabuły
Lee Jae-in, bezwzględny syn pochodzący z bogatej rodziny, zaczyna spotykać się z nauczycielką ze szkoły podstawowej – Kim Da-hyun, aby móc odziedziczyć to, co przepisał mu w ostatniej woli jego dziadek.

## Obsada

### Główna
- Ha Seok-jin jako Lee Jae-in
- Jeon So-min jako Kim Da-hyun

### W pozostałych rolach
Otoczenie Jae-ina
- Joo Jin-mo jako Lee Gyu-chul, dziadek Jae-ina
- Lee Kan-hee jako Kang Se-hee, maka Jae-ina
- Lee Hae-in (I.B.I) jako Soo-jung, siostra przyrodnia Jae-ina
- Kim Hyung-min jako Min Tae-ha, kuzyn Jae-ina
- Kim Min-sang jako Min Hyuk-joo, ojciec Tae-ha
- Kim Si-young jako Lee Soo-yeong, matka Tae-ha
- Kim Sun-hyuk jako Park Hyung-joon
- Seo Eun-chae jako Han Joo-hee

Otoczenie Da-hyun
- Lee Sang-hoon jako Kim Jin-man, ojciec Da-hyun
- Lee Young-sook jako Jung Mi-jung, matka Da-hyun
- Baek Seung-heon jako Ji-su
- Im Do-yoon jako Jung Hyun-jin
- Choi Sung-jae jako Jung Sun-woo, brat przyrodni Hyun-jin

Personel hotelu SH Alpensia
- Jo Jae-ryong jako Kang Dong-suk
- Park Jin-joo jako Han Yoo-kyung
- Kim Doo-hee jako Choi Chang-soo

## Oglądalność
| No. | Tytuł | Data emisji               | Oglądalność (AGB Nielsen) |
| --- | --- | ------------------------- | ------------------------- |
| 1   | From Destiny to Fate: 1 Percent Chance of Love (인연에서 운명까지: 사랑 확률 1%)                                    | 5 października 2016(dts)  | b.d.                      |
| 2   | Match Point. I Don't Play Losing Games. ((매치포인트. 지는 게임은 안 합니다.)                                       | 6 października 2016(dts)  | 0,529%                    |
| 3   | A Problematic Man; This is cheating, you know. (문제적 남자; 이러는 건 반칙인데요.)                                 | 12 października 2016(dts) | 0,713%                    |
| 4   | Business Relationship; You'd Better Not Fall For Me! (사업적 관계; 그러니까, 나한테 반하지 말아요.)                 | 13 października 2016(dts) | 0,766%                    |
| 5   | Just Like Everyone Else; Starting To Do Things I've Never Done (남들처럼; 한 번도 안 해본 일들의 시작)              | 19 października 2016(dts) | 0,624%                    |
| 6   | Just Like Everyone Else – Spending Time Together In Our Busy Lives. (남들처럼 - 바쁜 일상의 시간을 나누다.)         | 20 października 2016(dts) | 0,826%                    |
| 7   | The Meaning of a Gift – From a Mere Memory to a Treasured One (선물의 뜻 - 기억이 추억으로 채워지는)                | 26 października 2016(dts) | 1,287%                    |
| 8   | A Confession of Sorts: Stay here. At my house. By my side. (어떤 고백: 여기 있어. 우리 집에, 내 옆에.)              | 27 października 2016(dts) | 0,936%                    |
| 9   | Jealousy Is An Unexpected Emotion I've Never Felt Before (질투라는 건, 한 번도 느껴보지 못한 의외의 감정)           | 2 listopada 2016(dts)     | 0,897%                    |
| 10  | Hate-Love: Should I Spare Them? (미운 정: 그러니까 이 남자를 살려둬야 하는 걸까?)                                   | 3 listopada 2016(dts)     | 0,868%                    |
| 11  | Do You Want to See This Though Until The End, Even Though It May Be Hard? (취중진담, 우리 힘들어도, 끝까지 가볼래?) | 9 listopada 2016(dts)     | 0,496%                    |
| 12  | Her Absence – It Feels Like My Heart is Going to Disappear (그녀의 부재 - 심장이 사라질 것 같은)                    | 10 listopada 2016(dts)    | 0,790%                    |
| 13  | The End of The Contract – Don't Meet A Good Person (계약의 끝 - 좋은 사람 만나지 마요)                              | 16 listopada 2016(dts)    | 0,848%                    |
| 14  | A Lie – Will time really heal me? (거짓말 - 시간이 약이 될까요?)                                                    | 17 listopada 2016(dts)    | 0,751%                    |
| 15  | I Love You – The True Feelings That He Revealed Too Late (사랑해 - 너무 늦은 그 남자의 진심)                        | 23 listopada 2016(dts)    | 0,760%                    |
| 16  | One Percent of Luck – The Person Who Makes Me Perfect (1%의 행운 - 나를 완벽하게 하는 사람)                         | 24 listopada 2016(dts)    | 1,254%                    |